# Acutalis litterata
Acutalis litterata är en insektsart som beskrevs av Leon Fairmaire. Acutalis litterata ingår i släktet Acutalis och familjen hornstritar. Inga underarter finns listade i Catalogue of Life.